# Спиридуш (румынская мифология)
Спириду́ш (рум. spiriduş) — в румынской мифологии существо, выглядящие как человек, только во много раз меньше. Аналог эльфа или гнома. Спиридуши живут в дуплах деревьев, в корнях цветов и трав. Они могут быть как злыми, так и добрыми. Живут большими группами и являются прекрасными мастерами. Считается, что спиридуши знают тайны подземных сокровищ, понимают язык растений и животных. В некоторых сказках они прислуживают колдунам.
Слова «спиридуш» является уменьшительным от рум. spirit, что значит «дух».
Образно спиридушем в Румынии могут называть непослушного и непоседливого ребёнка.